# 安德烈·涅利多夫
安德烈·维塔利耶维奇·涅利多夫（俄语：Андрей Витальевич Нелидов，1957年6月12日—），俄罗斯政治人物，前卡累利阿共和国首脑。

## 生平
1957年生于列宁格勒。1985年毕业于列宁格勒水运工程学院工程经济学系。1996年至1999年，担任列宁格勒州副州长兼木材工业委员会主席。2001年当选列宁格勒州议会议员。
2010年7月1日，在谢尔盖·卡塔南多夫辞去卡累利阿共和国首脑职务后，他被任命为代理首脑。21日任首脑。2012年5月辞职。
2013年，他成为基日国立历史文化与建筑露天博物馆馆长。2015年9月因涉嫌受贿罪被警方拘留。2018年3月，他被判处8年有期徒刑和2750万卢布的罚款。